# Tangled: Before Ever After
Tangled: Before Ever After (Enredados otra vez en España y Enredados otra vez: El especial en Hispanoamérica) es una película estadounidense de animación tradicional que se estrenó en Disney Channel el 10 de marzo de 2017. La película sería el inicio de la serie Tangled: The Series que se estrenó el 24 de marzo de 2017. Se basa en la película Enredados de Walt Disney Animation Studios, dirigida por Nathan Greno y Byron Howard. Se lleva a cabo entre la película original y el corto "Tangled Ever After". En España se estrenó el 28 de abril de 2017 y en Latinoamérica el 17 de septiembre de 2017 de manera simultánea a través de Disney Channel y Disney Junior.
Es la quinta película animada de Disney Channel, las anteriores fueron Kim Possible: A Sitch in Time, Kim Possible Movie: So the Drama, The Proud Family Movie y Phineas y Ferb: A través de la segunda dimensión.

## Sinopsis
Rapunzel lidia con las responsabilidades de ser una princesa y las formas sobre protectoras de su padre. Mientras ella ama de todo corazón a Eugene, Rapunzel no comparte su deseo inmediato de casarse y establecerse dentro de las murallas del castillo. Determinada a vivir la vida en sus propios términos, ella y su compañera Cassandra tendrán que embarcarse en una aventura secreta donde se encuentran con piedras místicas que mágicamente hacen que Rapunzel vuelva a tener un largo cabello rubio. Imposible de romper y difícil de ocultar, Rapunzel debe aprender a abrazar su cabello y todo lo que representa.

## Reparto
- Mandy Moore interpreta a Rapunzel.[1]
- Zachary Levi interpreta a Flynn Rider.[1]
- Julie Bowen interpreta a la Reina Arianna.[1]
- Clancy Brown interpreta al Rey Frederic.[1]
- Eden Espinosa interpreta a Cassandra.[1]
- Jeff Ross interpreta a Hook Foot.[1]
- Richard Kind interpreta al Tío Monty.[1]
- Jeffrey Tambor interpreta a Big Nose.[1]
- Paul F. Tompkins interpreta a Shorty.[1]
- M.C. Gainey interpreta al Capitán de los Guardias.[1]
- Sean Hayes interpreta a Pete el Guardia.[1]
- Peter MacNicol interpreta a Nigel el Asesor.[1]
- Adewale Akinnuoye-Agbaje interpreta a Xavier el Herrero.[1]
- Diedrich Bader interpreta a Stan el Guardia.[1]
- Charles Halford interpreta a Pub Thug Vladimir.[1]
- Steve Blum interpreta a Pub Thug Attila Buckethead.[1]
- James Monroe Iglehart interpreta a Lance Strongbow.[1]
- Jeremy Jordan interpreta a Varian.[1]
- Jonathan Banks interpreta a Quirin, Padre de Varian.[1]

## Sitios Externos
- Tangled: Before Ever After en Internet Movie Database (en inglés).

- Datos: Q28804247